# Virginie Joron
Virginie Joron (ur. 11 grudnia 1973 w Troyes) – francuska polityk, prawniczka i samorządowiec, posłanka do Parlamentu Europejskiego IX i X kadencji.

## Życiorys
Kształciła się na Université Nice-Sophia-Antipolis. Została absolwentką prawa, uzyskała też dyplom wyższych studiów specjalistycznych (DESS) z zakresu bezpieczeństwa. Podjęła pracę w zawodzie prawnika, specjalizując się w zagadnieniach z zakresu zabezpieczenia społecznego i zdrowia.
W 2013 wstąpiła do Frontu Narodowego (w 2018 przekształconego w Zjednoczenie Narodowe). W 2015 została wybrana na radną nowo utworzonego regionu Grand Est, a w 2017 objęła funkcję przewodniczącej frakcji radnych swojego ugrupowania. W 2018 powołana w skład biura krajowego partii.
W wyborach w 2019 uzyskała mandat eurodeputowanej IX kadencji. Z powodzeniem ubiegała się o reelekcję w 2024.